# SK-5 Niva

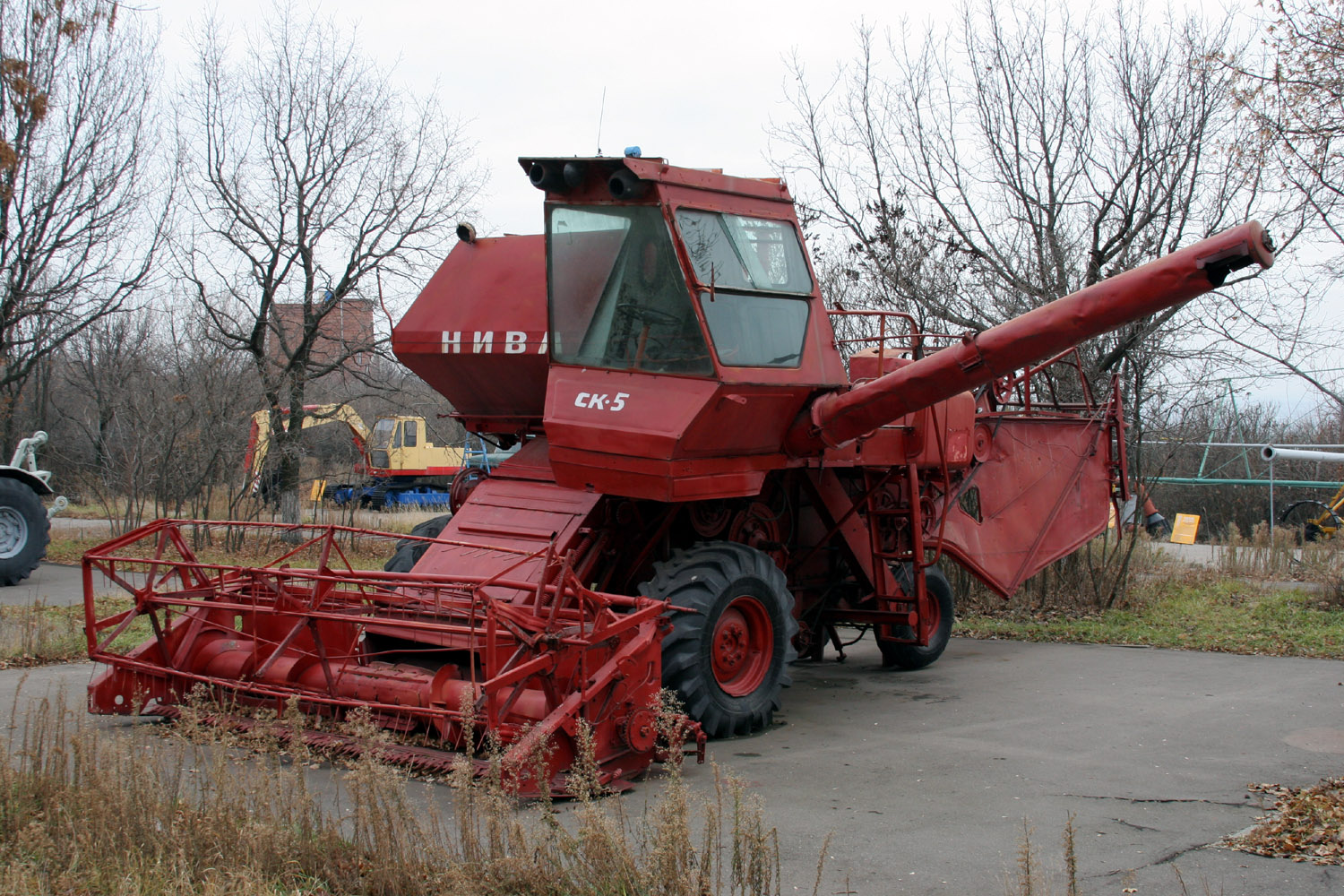
Kombajn SK-5 Niva

Sklízecí mlátička SK-5 Niva byl sovětský kombajn, který byl od roku 1974 dovážen i do Československa. Jednalo se svým způsobem o modernizovaný kombajn SK-4, který měl řadu zlepšení. Měl větší buben, samostatně odpojitelný pohon žacího stolu, možnost plynule měnit otáčky mlátícího bubnu. Tato sklízecí mlátička měla dále modernizované některé prvky pohonu, ovládání, změněnou konstrukci pojezdové spojky a nepřehlédnutelným zlepšením byla uzavřená kabina pro obsluhu.

## Technické údaje
- Záběr žacího ústrojí: 4,10 m, pozdější typy 5, 6 a 7 m
- Délka mlátícího bubnu: 1186 mm
- Průměr mlátícího bubnu: 600 mm
- Průchodnost: 5 kg/s
- Objem zásobníku zrna: 3 m³
- Čistota zrna: 96,1 %
- Separační ústrojí: 4 vytřasadla
- Pojezdová rychlost: 1 – 18 km/h
- Typ motoru: SMD-17K nebo SMD-18K
- Výkon motoru: 100 k (73 kW)
- Počet rychlostí: 3 vpřed, 1 vzad
- Pojezd: variátorový s mechanickou převodovkou
- Hmotnost: 7050 kg